# Taiwanische Badmintonmeisterschaft 1975
Die Taiwanische Badmintonmeisterschaft der Saison 1974/1975 fand vom 14. bis zum 17. November 1974 in Taipeh statt. Es war die 20. Auflage der nationalen Titelkämpfe von Taiwan im Badminton.

## Sieger und Finalisten
| Disziplin    | Gold                       | Silber                       |
| ------------ | -------------------------- | ---------------------------- |
| Herreneinzel | Liao Kun-fu                | Wang Chin-yee                |
| Dameneinzel  | Yu Yuk Geor                | Lim Shour                    |
| Herrendoppel | Ong Juang-kun Liao Kun-fu  | Hour Shiag-jer Wang Chin-yee |
| Damendoppel  | Yu Yuk Geor Chen Yuk-jen   | Chen Yuk-jen Lee Li-mian     |
| Mixed        | Hour Shiag-jer Yu Yuk Geor |                              |